# Geppetos Trunk
Geppetos Trunk è il centosettesimo album in studio del chitarrista statunitense Buckethead, pubblicato il 14 settembre 2014 dalla Hatboxghost Music.
Si tratta del settantanovesimo disco appartenente alla serie "Buckethead Pikes".

## Tracce
Musiche di Buckethead.
1. Geppettos Trunk – 11:29
2. Yellow Brick Mold – 2:47
3. South Chamber of Pit – 2:44
4. Solar Sled – 2:54
5. Landlakes – 3:40
6. Eyesblink – 2:00
7. Emotion Detecter – 3:58

## Formazione
- Buckethead – chitarra, basso, programmazione